# Calle de Pérez Galdós
La calle de Pérez Galdós (hasta 1899, calle del Colmillo) es una corta vía pública de la ciudad española de Madrid, situada en el barrio de Justicia, que une, en dirección este-oeste, las de Hortaleza y la de Fuencarral. Algunos cronistas han comentado la paradoja de que al creador de una de las colecciones de novelas más importantes dedicadas a Madrid y su habitantes no se le haya «dedicado otra calle más amplia e importante».

## Historia
La leyenda de su antiguo nombre de calle del Colmillo, admite dos diferentes versiones. La más aristocrática cuenta que haciendo las zanjas para la cimentación de un nuevo edificio se encontró un colmillo "antediluviano" que fue ofrecido al Felipe III de España, que lo guardó en una de sus habitaciones del Alcázar y que desapareció tras el incendio sufrido en 1700 por dicho palacio. La versión burguesa sitúa el colmillo (ahora de elefante) en una tienda, se supone que en esta calle. Aparecía ya en el plano de Texeira, aunque sin nombre, para, posteriormente, hacerlo también en el de Espinosa, ya con la denominación del «Colmillo».

### De vecinos y terrazas
Ya en el siglo XX, vivieron en las casas de esta calle personajes tan diversos como Olegario Fernández-Baños, matemático y primer catedrático de estadística en la Universidad Central, conocido como el ‘inventor del IPC’ (Índice de Precios al Consumo), a quien Alfonso XIII ofreció título nobiliario (y que el investigador propuso se lo cambiara por la unión oficial en el Registro de sus dos apellidos, Fernández y Baños, para que no se perdiera el materno tras su muerte); al parecer se hospedó en una pensión de esta calle, en la esquina con Hortaleza, hacia 1910. Y en un ático de otra casa instalaron su primer taller y vivieron los diseñadores conocidos como los Costus, con su iconografía asociada a la movida madrileña.  
En el siglo XXI, la callecita dedicada a Galdós es un pasillo adoquinado de exclusivo uso peatonal en un breve recorrido por las terrazas de varios mesones y bares de tapas y cafés que animan la hora del aperitivo y las noches veraniegas de la capital de España.